# Rio Cachoeira (Bahia)
Pour les articles homonymes, voir Rio Cachoeira.
Le rio Cachoeira un fleuve brésilien situé dans le sud de l'État de Bahia. Né dans la Serra da Ouricana (pt), dans la ville d'Itororó, sous le nom de rio Colônia, il arrose les villes de Firmino Alves, Itaju do Colônia, Floresta Azul et Ibicaraí. Le rio Cachoeira se forme comme le confluent du rio Colônia et du rio Salgado. Le fleuve arrose une grande partie du périmètre urbain de la ville d'Itabuna et il se jette dans l'océan Atlantique à Ilhéus.